# Kamarahang
Kamarahangnak vagy zenei normálhangnak nevezzük azt a megállapodás szerinti zenei alaphangot, amelyhez a hangolás során a többi alaphangot viszonyítjuk. A kamarahang rögzítése azért fontos, hogy a különféle hangszerek hangolása zeneileg illeszkedő, egybecsengő, és így az előadott zenekari művek hangzása zeneileg tiszta, harmonikus legyen.
A zenei normálhang története 4 000 évvel ezelőtt Kínában kezdődött, amikor egy bambuszrúd hosszával és átmérőjével határozták meg annak  magasságát.
Európában a 16. században még nem lehetett minden hangnemben egyenlő eséllyel zenélni, és a hangmagasságot nem frekvenciával, hanem síphosszúsággal mérték.
Arnolt Schlick német orgonista és orgonaszakértő, a középhangú temperálás egyik úttörője 1511-ben már foglalkozott a megoldással. Azt javasolta, hogy egy adott sípnak két neve legyen, nevezetesen c1 és f0, ily módon növelhető volt a hangnemek száma. Erre a megoldásra azért volt szükség, mert két, a 340-370 Hz, és az 500–560 Hz körüli zenei normálhang létezett.
Az a kamarahangot Johann Kuhnau vezette be a lipcsei egyházi zenében 1702 után.
A zenei normálhang magasságának a hangszerektől független rögzítését a John Shore angol őrmester által 1711-ben feltalált hangvilla tette lehetővé.
A 18. században a hangvillák által keltett hangok frekvenciája 415 és 423 Hz között ingadozott, a klasszikus művek ezt a hangolást követték. Például Georg Friedrich Händel hangvillájának a frekvenciája 422,5 Hz volt, ez a 440 Hz frekvenciájú hangnál közel félhanggal mélyebb. A romantika korszakában a hangolási norma Párizsban 448, Bécsben pedig 456 Hz-re emelkedett.
1885-ben a bécsi normálhang-konferencián a kamarahang frekvenciáját 435 Hz-ben rögzítették, ez volt érvényben egészen 1939-ig, amikor a jelenleg is érvényes nemzetközi megállapodás szerint a hangvilla által kibocsátott hang frekvenciáját 20 °C-on 440 Hz-ben rögzítették, ez az egyvonalas a hang. Magyarország 1951-ben fogadta el ezt a megállapodást.